# Андийи (Новая Аквитания)
Андийи́ (фр. Andilly) — коммуна во Франции, находится в регионе Пуату — Шаранта. Департамент коммуны — Приморская Шаранта. Входит в состав кантона Маран. Округ коммуны — Ла-Рошель.
Код INSEE коммуны — 17008.

## Население
Население коммуны на 2010 год составляло 1980 человек.
| 1962 | 1968 | 1975 | 1982 | 1990 | 1999 | 2010 |
| ---- | ---- | ---- | ---- | ---- | ---- | ---- |
| 916  | 964  | 1075 | 1352 | 1481 | 1478 | 1980 |

## Экономика
В 2010 году среди 1328 человек трудоспособного возраста (15—64 лет) 1025 были экономически активными, 303 — неактивными (показатель активности — 77,2 %, в 1999 году было 74,2 %). Из 1025 активных жителей работали 939 человек (502 мужчины и 437 женщин), безработных было 86 (43 мужчины и 43 женщины). Среди 303 неактивных 84 человека были учениками или студентами, 141 — пенсионерами, 78 были неактивными по другим причинам.